# Julian (Arianer)
Julian (wahrscheinlich in der 2. Hälfte des 4. Jahrhunderts in Antiochia) war ein ‚heterousianischer‘ Theologe und Verfasser eines Kommentars zum Buch Hiob.
Zu Unrecht wurde der in griechischer Sprache abgefasste Hiobkommentar in manchen Handschriften dem Origenes und später etwa von Hermann Usener dem Bischof Julian von Halikarnass (6. Jh. n. Chr.) zugeschrieben. Die Zuweisung an einen vermeintlich ‚arianischen‘ Theologen namens Julian geht auf René Draguet zurück. Doch können Julians theologische Positionen genauer den ‚Heterousianern‘ zugerechnet werden, die früher – nicht ganz zutreffend – als ‚Neu-Arianer‘ bezeichnet wurden.
Dieter Hagedorn folgend wird heute angenommen, Julian könnte drei Briefe des Ignatius von Antiochien interpoliert und die sogenannten Apostolischen Konstitutionen kompiliert haben.
Julian hat in einer Tirade gegen die Astrologie einige Fragmente des Anubion, eines astrologischen Dichters aus dem späten 1. Jahrhundert nach Christus, überliefert.